# 話がしたいよ/シリウス/Spica
『話がしたいよ/シリウス/Spica』（はなしがしたいよ/シリウス/スピカ）は、BUMP OF CHICKENの25枚目のシングル。2018年11月14日にトイズファクトリーからリリースされた。

## 概要
バンド初のトリプルA面シングルである。収録曲のうち「シリウス」は、2018年9月24日に配信限定シングルとして先行リリースされた（この曲については個別記事を参照）。
パッケージシングルのリリースは『Hello,world!/コロニー』より約3年半ぶりとなる。
本作は初回限定盤と通常盤の2形態で発売され、初回限定盤には収録曲「話がしたいよ」と映画『億男』、「シリウス」「Spica」とアニメ『重神機パンドーラ』とのコラボMVを収録したDVDが付属する。
BUMP OF CHICKENにとっては、平成最後のCDシングルとなる。

## ミュージック・ビデオ
話がしたいよ
監督：東市篤憲 / 製作：A4A
2018年10月15日にYouTubeで公開された。
話がしたいよ 映画『億男』ver.
監督：里謙二郎 / 製作：LAUGH GRAPHICS INC.
映画『億男』の映像が使用されている。
シリウス

シリウス TVアニメ『重神機パンドーラ』ver.
監督：佐藤英一 / 製作：SATELIGHT
TVアニメ『重神機パンドーラ』の映像が使用されている。
Spica リリックビデオ
監督：東市篤憲 / 製作：A4A
宇宙空間を移動する様子に歌詞が浮かぶシンプルな映像となっている。2018年11月17日にYouTubeで公開された。
Spica TVアニメ『重神機パンドーラ』ver.
監督：石川寛貢 / 製作：SATELIGHT
TVアニメ『重神機パンドーラ』の映像が使用されている。

## 収録内容
| 全作詞・作曲: 藤原基央。 |                        |          |            |       |
| #                        | タイトル               | 作詞     | 作曲・編曲 | 時間  |
| 1.                       | 「話がしたいよ」       | 藤原基央 | 藤原基央   | 4:20  |
| 2.                       | 「シリウス」           | 藤原基央 | 藤原基央   | 4:22  |
| 3.                       | 「Spica」              | 藤原基央 | 藤原基央   | 11:31 |
| 4.                       | 「山よ」(隠しトラック) | 藤原基央 | 藤原基央   | 9:44  |
| 合計時間:                | 合計時間:              | 29:57    |            |       |

| #  | タイトル                                            | 作詞 | 作曲・編曲 | 監督               |
| -- | --------------------------------------------------- | ---- | ---------- | ------------------ |
| 1. | 「話がしたいよ（映画『億男』ver. MV）」             |      |            | Kenjiro Sato       |
| 2. | 「シリウス（TVアニメ『重神機パンドーラ』ver. MV）」 |      |            | Hidekazu Sato      |
| 3. | 「Spica（TVアニメ『重神機パンドーラ』ver. MV）」    |      |            | Hirotsugu Ishikawa |

## 楽曲詳細
1. 話がしたいよ
映画『億男』主題歌[4]。
YouTubeで楽曲の一部が使用された映画予告編やコラボMVが公開された[5]ほか、10月9日にはTOKYO FM『SCHOOL OF LOCK!』にてフル尺音源が初オンエアされた[6]。
2018年10月15日に先行配信リリースされ、同日にミュージックビデオがYouTubeにて公開された。
また、2018年10月19日のテレビ朝日「ミュージックステーション」では本曲を披露[7]。同番組への出演は前回（2014年7月25日、「虹を待つ人」「ray」を演奏）より約4年3か月ぶりとなった。
2. シリウス
3. Spica
アニメ『重神機パンドーラ』エンディング主題歌（アニメ第2話より）。
2017年から2018年にかけて開催されたツアー「PATHFINDER」のファイナルとなったさいたまスーパーアリーナ公演2日目（2018年2月11日）および振替のマリンメッセ福岡公演（2018年3月17日・3月18日）のアンコールにてサプライズ披露された楽曲。さいたま公演の時点では藤原はこの曲をまだメンバーにも聞かせておらず、藤原によるワンコーラスのみの弾き語りで披露された[8][9]。なおさいたま公演での初披露の模様は2018年8月8日に発売された映像作品「BUMP OF CHICKEN TOUR 2017-2018 PATHFINDER SAITAMA SUPER ARENA」に収録されている。

- 3曲目の「Spica」終了後に約7分弱のプリギャップが挿入されており、4曲目の7:09頃から隠しトラック「山よ」が収録されている。「山よ」は初回限定盤と通常盤でアレンジが異なる。

## タイアップ
話がしたいよ
映画『億男』主題歌
シリウス
TVアニメ『重神機パンドーラ』オープニング主題歌
Spica
TVアニメ『重神機パンドーラ』エンディング主題歌